# Superintendant Battle
Pour les articles homonymes, voir Battle.
Le Superintendant Battle est un personnage de fiction créé par Agatha Christie. Il est superintendant à Scotland Yard et apparait, généralement comme personnage secondaire, dans cinq romans.

## Biographie fictive
Battle est notamment connu pour son bon sens et son flegme insubmersible. Il compte d'ailleurs en partie sur son apparence impassible, semblant le rendre dépourvu d'imagination, presque stupide, pour mener ses investigations sans s'attirer trop de méfiance. Jusqu'à L'Heure zéro, le dernier roman où il apparaît, le lecteur ne sait rien de sa vie privée, mais apprend à cette occasion que Battle est marié et a cinq enfants ; la plus jeune, Sylvia, permettant même, involontairement, à son père de trouver la clé du mystère. 
Battle a également un secret dans sa vie professionnelle, révélé dans le dénouement des Sept Cadrans, mais il n'y est plus fait référence par la suite. Il constitue par ailleurs un hommage de Christie aux officiers de police, étant, comme l'inspecteur Japp (un ami de Hercule Poirot) plus approfondi et plus intelligent que la plupart des policiers de fiction qui sont habituellement, dans ce genre de romans policiers, dédiés au rôle de faire-valoir de détectives privés plus brillants.
Selon la postface de Jacques Baudou à la réédition du roman Les Pendules, dans le volume 11 de l’Intégrale d'Agatha Christie (Les Années 1958-1964), l'un des héros de ce roman, « Colin Lamb », membre des services secrets britanniques, serait en réalité un des enfants du superintendant Battle, en faisant usage d'un pseudonyme.

## Apparitions
Le Superintendant Battle apparaît dans cinq romans :
- Le Secret de Chimneys (The Secret of Chimneys, 1925)
- Les Sept Cadrans (The Seven Dials Mystery, 1929), sorte de « suite » de Le Secret de Chimneys
- Cartes sur table (Cards on the Table, 1936), où il apparaît aux côtés d'Hercule Poirot, Ariadne Oliver et du Colonel Race
- Un meurtre est-il facile ? (Murder is Easy, 1939)
- L'Heure zéro (Towards Zero, 1944)

## Adaptations
Le personnage du Superintendant Battle est peu apparu à l'écran : dans les adaptations des romans, il est généralement remplacé par un autre enquêteur créé pour l'occasion.

### Adaptations théâtrales
Gordon Jackson
En 1981, Gordon Jackson interprète le Superintendant Battle dans la pièce de théâtre Cartes sur table (Cards on the Table) adaptée par Leslie Darbon du roman éponyme. La première représentation a lieu le 9 décembre 1981.

### Adaptations cinématographiques
François Morel
François Morel incarne le Superintendant Battle, rebaptisé Commissaire Martin Bataille (traduction littérale), dans le film français L'Heure zéro de 2007. Son interprétation est cependant différente de l'image de l'enquêteur des romans.
-  2007 : L'Heure zéro, film français réalisé par Pascal Thomas, d'après L'Heure zéro.

### Adaptations télévisuelles
Harry Andrews
Harry Andrews interprète le Superintendant Battle en 1981 dans le téléfilm britannique Seven Dials Mystery.
-  1981 : Seven Dials Mystery, téléfilm britannique initialement diffusé le 8 mars 1891 sur la LWT, d'après Les Sept Cadrans.

David Westhead
David Westhead joue le rôle du Superintendant Jim Wheeler dans le téléfilm Cartes sur table de la série Hercule Poirot aux côtés de David Suchet. Le superintendant Jim Wheeler remplace le superintendant Battle.
-  2005 : Cartes sur table (Cards on the Table), téléfilm de la série britannique Hercule Poirot, initialement diffusé le 11 décembre 2005 sur ITV, d'après Cartes sur table.